# بينغت يندكفيست
بينغت يندكفيست (بالسويدية: Bengt Lindqvist)‏ هو سياسي سويدي، ولد في 3 يونيو 1936 في هلسينغبورغ في السويد، وتوفي في 3 ديسمبر 2016. حزبياً، نشط في حزب العمال الديمقراطي الاشتراكي السويدي. وقد انتخب عضو البرلمان السويدي ‏.